# Зоненберг, Нахум
Нахум Зоненберг (Nahum Sonenberg; род. 29 декабря 1946, Вецлар, Германия) — израильско-канадский микробиолог и биохимик, специалист по контролю синтеза белков. Профессор Университета Макгилла, член Королевского общества Канады (1992) и Лондонского королевского общества (2006), иностранный член Национальных Академии наук и Медицинской академии США (обеих с 2015). Лауреат премии Вольфа по медицине (2014) и других престижных отличий.

## Биография
В 1976 году получил степень доктора философии по биохимии в Институте Вейцмана. Являлся постдоком у Аарона Шаткина в Roche Institute of Molecular Biology. В 1979 году переехал в Монреаль, где стал сначала ассистент-профессором, а после профессором кафедры биохимии Университета Макгилла, ныне именной: James McGill Professor в 2002—2016 гг. и с 2017 г. Gilman Cheney Professor. В 1985—1986 гг. приглашённый профессор в лаборатории Нобелевского лауреата Дейвида Балтимора в Whitehead Institute. Исследователь Медицинского института Говарда Хьюза, с 1997 по 2011 год его International Research Scholar.
Член Американской академии искусств и наук (2006), фелло Американской ассоциации содействия развитию науки (2012), ассоциированный член EMBO (2013).

## Награды и отличия
- Robert L. Noble Prize[англ.], National Cancer Institute of Canada (2002)
- Izaak Walton Killam Memorial Prize[англ.], Канадский совет (2005)
- Международная премия Гайрднера одноимённого фонда (2008)[4]
- CIHR[англ.] Health Researcher of the Year (2009)
- Премия Розенстила, Университет Брандайса (2011)
- Медаль Бриллиантового юбилея королевы Елизаветы II (2013)[5]
- McLaughlin Medal Королевского общества Канады (2013)
- Премия Вольфа в области медицины (2014)[6]
- Outstanding Achievements in Cancer Research, Canadian Cancer Research Alliance (2015)[5]
- Почётный доктор, Университет Лаваля (2016)

Офицер Ордена Канады (2010).